# تشانغ إيون-غونج
تشانغ إيون-غونج (الكورية: 장은정) هي لاعب هوكي الحقل كورية جنوبية، ولدت في 18 أغسطس 1970 في مقاطعة هواسون في كوريا الجنوبية.

## وصلات خارجية
- تشانغ إيون-غونج على موقع أوليمبيديا (الإنجليزية)